# 横沙乡
横沙乡，是中华人民共和国上海市崇明区下辖的一个乡级行政单位。位于崇明区东南部吴淞口外长江南支水道的横沙岛上，因名横沙乡。横沙乡管辖范围即横沙东滩大规模填海前的原横沙岛范围，东接人工填海形成的横沙新洲农业园，西与长兴镇隔水相望，全境呈三角形，面积51.74平方公里。户籍人口约3.3万人。
截至2018年，这个乡是上海市唯二的乡之一，另一个是新村乡。横沙岛也是上海最后一个有人居住但只能通过水路进出的海岛。

## 地理
横沙乡辖区即填海前的横沙岛全岛，1858年露出水面，后又人工开垦。民国年间，在自然因素下，东、南岸后退，西北部淤积，全岛向西向北移动，1960年代修建海塘岸线后才最终稳定。按吴淞高程，全岛地面高2.4至3.1米，平均高程2.8米。

## 区划历史沿革

### 清代
清咸丰八年（1858年），川沙抚民厅八团外发现新涨沙洲。因横卧于长江口，故名横沙。光绪十二年（1886年）始垦。宣统元年（1909年）六月，川沙抚民厅于此设横沙乡，兼管鼎丰沙。

### 中华民国
1927年，国民政府通令乡公所改为行政局，设横沙乡行政局。1929年9月，改为第六区，置区公所。1934年5月，实行区乡制，第六区改称第五区，下设四个乡：横沙划为文兴乡、万宝乡、高墩乡，鼎丰沙划为圆圆乡:3、15-16。
1938年4月，横沙沦陷，划归上海特别市浦东北区管辖。1940年4月，浦东北区成立横沙镇，置镇公所。1945年7月1日，上海特别市将浦东北区横沙、长兴诸沙 从浦东北区划出，成立“横沙特别区”，置特别区公署，直属上海特别市管辖。下设横沙、鸭窝沙（兼管潘家沙）、鼎丰沙、东兴沙、大石头沙、瑞丰沙6个分区公所:3、15-16、41。
1945年9月，恢复抗日战争前的辖境和建制，横沙和鼎丰沙（即圆圆沙）恢复为川沙县第五区，置区公所，仍下辖文兴乡、万宝乡、高墩乡、圆圆乡等4个乡。1946年6月，第五区改称横沙区，区公所改称区署，同时万宝乡改称丰乐镇、圆圆乡改称鼎丰乡。1947年4月16日，文兴乡、丰乐镇合并为丰乐乡。同年5月，丰乐乡、高墩乡合并为横沙乡，1948年8月，撤销横沙区，同时鼎丰乡并入横沙乡，横沙乡直辖于川沙县:3、15-16。

### 中华人民共和国
1949年5月中共占领上海后，川沙县人民政府临时设第四联合办事处管辖横沙地区，办事处暂驻蔡路。同年7月，正式进驻横沙，改称横沙区人民政府，下辖横沙的文兴乡、丰乐乡、新民乡、红星乡和圆圆沙的圆沙乡。
1953年5月，新民乡改称新建乡。1954年，区人民政府改称区公所:17。1957年9月，撤销横沙区，文兴乡、丰乐乡、新建乡、红星乡、圆沙乡合并为横沙乡，成立横沙乡人民委员会。1958年5月30日，经国务院批准，横沙乡划归宝山县。
1958年9月26日，因人民公社化运动，横沙乡改为“东海人民公社”；同年10月，圆圆沙划属灯塔人民公社（即长兴乡），至此横沙乡管辖范围与填海前的原横沙岛范围相同:17-18。1959年4月15日，改称“横沙人民公社”。1960年6月，因横沙被划为上海市副食品基地，横沙人民公社短暂改为国营横沙农场，划归上海市农村工作委员会领导，次年11月取消并划回宝山县。1967年4月26日，文化大革命期间，改为“横沙公社革命委员会”。
1984年4月，恢复为横沙乡，成立横沙乡人民政府:5、18-19。2005年5月18日，国务院批复同意将宝山区的横沙乡划入崇明县管辖。

## 经济
横沙岛内以农业经济为主，种植多种经济作物，并有淡水鱼类养殖。横沙乡有发展旅游业的意向，但由于交通问题游客数量有限。横沙东滩围垦形成的横沙新洲现全境划为上海现代农业产业园，但不归属横沙乡管辖。横沙乡政府另持有多家不在岛内经营的建筑企业。

### 生态农业
计划经济时期，主要种植水稻，少部分种植棉花和油菜，经济效益不佳。改革开放后，水稻和棉花生产减少，开始种植柑橘、蔬菜、西红花等经济作物。岛内渔民捕捞的刀鱼等名贵鱼对外销售，其余主要满足本岛需求；由于渔业资源退化，2000年起岛内渔获量逐年下降。人工养殖的有草鱼、花鲢、鳊鱼、鲫鱼及蟹类等。刀鱼经济价值高又难以养殖，长江全面禁渔后，仍有部分渔民违规捕捞长江刀鱼用于销售。上海崇明的蟹种产量约占全国的13.5%（2015年），其中横沙乡是区内主要养蟹乡镇之一。近年来，横沙岛还引进了蟾蜍养殖、绣球花、无花果等产业。

### 旅游业
横沙岛旅游业经营始于1990年建设简易海滨浴场，1992年建立横沙岛国家旅游度假区，并引入美国泛太平洋集团合资经营，计划打造涉外高端旅游度假。由于交通不便导致游客稀少，两年后外商撤资，原址改名天使海滩度假村后于2000年7月恢复正式营业。长江隧桥开通后，横沙岛旅游定位为“世外桃源”。目前，岛上有一些简易乡村民宿对外经营，也有一些桔园、蟹塘将农业生产与旅游观光结合，增加收入。

### 其他产业
2000年前，岛内曾有零星工业分布，随着生态岛政策落地目前均已停产废弃。横沙乡政府持有多个岛外经济项目，包括乡办十余家建筑公司。这些企业不在岛内经营，却是横沙乡财政的主要收入来源。2005年至2009年间，横沙乡财政收入由6000万左右大幅增长至超过2亿元，大部分由岛外经济贡献。另外，由于上海市政府对注册于横沙乡的企业给予一定优惠政策，也有一些实际不在岛内经营的民营企业注册在横沙乡，形成财政收入，是为“注册经济”。

## 对外交通
横沙乡目前只能通过过水路进出，进出岛的公交线路也是通过过轮渡摆渡。

### 长横车客渡、吴淞至横沙高速船
1966年建成的横沙富民客运轮渡码头为全岛目前唯一一座对外开放的客运轮渡码头，目前常态开行的航线有长兴岛-横沙岛车客渡、吴淞至横沙高速船航线（仅限行人），均由上海市客运轮船有限公司承运。长横轮渡遇节假日客流高峰时经常发生拥堵，但吴淞至横沙航线乘客在长江隧道开通后大幅减少至近乎闲置。为避免横沙岛一侧拥堵，现在长横轮渡只在长兴岛一侧检票和收费，相当于一次性支付往返票价。2022年12月15日，使用超级电容动力的“新生态”轮投入长横轮渡运营，成为“世界首艘超级电容动力车客渡”。不同于其他轮渡依据气象局提供长江口大致风力情况行船，长横轮渡设有单独的风速仪，只要长兴岛与横沙岛间的实测风力小于七级即可开船，不受外港风速及预警信号限制。
横沙岛上需要的电动车电池等危险品也通过轮渡运入，2023年8月出于安全起见曾一度禁止电池上船，导致全岛交通瘫痪；当年9月起改由专船定时运输，搭载电池时轮渡不运输其他乘客和车辆。

### 水陆联运公交车
2015年2月17日，水陆联运公交横长线开通，连接横沙岛客运站和长兴岛客运站，经由长横轮渡，每日开行8班。2017年7月18日起班次增至每日16班。
2017年12月18日开通的公交申崇七线连接横沙岛客运站和长江南路枢纽站，采用水陆联运，主要经由长横轮渡和长江隧道。线路实行一人一座，单一票价12元，每日16班。2018年2月11日起，市区终点站改为吴淞客运站，票价13元，其余不变。该线路配车4辆，每辆车上均安装有安全带和上下渡船用的辅助轮。

## 公共事业

### 给排水
横沙乡供给自来水始于1982年，建立横沙水厂，使用地面水。1988年、1990年，先后打了两口深260米的井，从地下取水，之后又陆续打了多口深井，总共建成6口深井。2017年4月20日，横沙岛集约化供水工程正式动工，2018年1月15日完成，此后全乡自来水由位于长兴岛的青草沙水库提供，原有深井停用。横沙岛是上海市最后一个接入全市集中供水管网、停用深井水的地区。
横沙乡内的生活污水产生量很小，每日不足125L，按上海市有关规定不及中心村标准，不适合设置集中污水处理设施。污水基本不作处理，部分由居民自行倾倒，污水管道也是直排河道。近年来也有将含氮含磷污水处理后用于农业灌溉的尝试。

### 体育
誉民村的篮球队（横沙誉民队）在三人篮球上实力较强，中国男子三人篮球超级联赛（“超三联赛”）于2022年正式开办之后，获2022赛季冠军、2023赛季亚军。2023年，位于永丰村旁空地的三人篮球比赛场地承办了国际篮联大师赛（上海崇明站）的比赛，吸引不少岛内外游客观赛，但也有很多球迷因为交通不便未能成行。此外，自2012年起，横沙岛上每年举办一届自行车骑游大会，兼顾业余自行车和旅游观光。环崇明的正式自行车比赛途径崇明岛和长兴岛，但不经过横沙岛。

### 医疗
横沙乡内仅有一座社区卫生中心，原为始建于1958年的横沙卫生院，1995年评为一级甲等医院，2003年12月改为现名。医疗服务水平较低，诊室配置也不全。岛上的危重病人通过过轮渡运送至市区抢救，至少需要1小时才能到达，曾有数名居民因路途时间过长延误抢救时机死亡。全岛仅一辆救护车。遇恶劣天气时，为及时运送病人出岛，只能冒险行船。2023年，横沙社区卫生中心陆续增配彩超仪、抢救室等设备，第二辆救护车也已到达，2024年初启用，另外也有增设直升机救援。2024年起，社区卫生中心与上海市第七人民医院达成合作，横沙岛上可通过过网络连接七院远程医疗，七院医生也将每月上岛开展一次问诊。

### 通信
全乡仅有一家中国移动营业厅，每周营业两天。营业厅开门时仅设一名全能营业员；由于岛内老年人多，除通信服务外，营业员也兼顾指导老年人使用智能手机。

## 行政区划

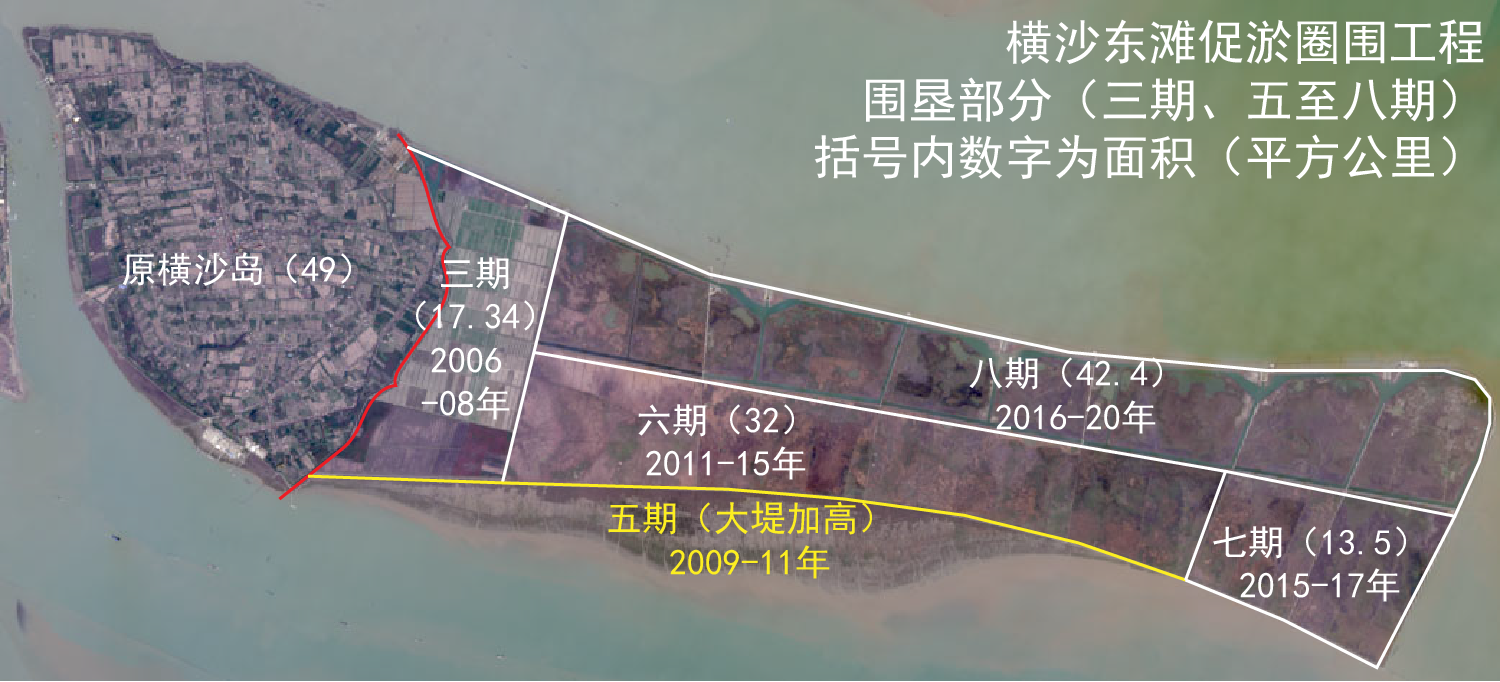
原横沙岛及东滩新围垦区域的卫星影像（2023年12月）。按照崇明区政府描述，仅原横沙岛范围（图内红色线段左侧）为横沙乡管辖区域。面积数值差异应为自然淤积所致

横沙乡下辖以下社区及行政村：新民社区、兴胜村、增产村、公平村、红旗村、东浜村、新北村、兴隆村、丰乐村、新春村、东兴村、新联村、惠丰村、新永村、民建村、民生村、永发村、富民村、永胜村、东海村、民星村、江海村、民永村、民东村和海鸿村。根据崇明区政府描述，横沙东滩新围垦形成的区域不属于横沙乡管辖范围。

## 人口
截至2020年底，横沙乡户籍人口33,655人，外来人口1,549人。实际常住人口约2.2万人，人口组成高度老龄化，60岁以上的有1.1万人，80岁以上也有两千余人。近年来，虽然户籍人口变化不明显，但实际常住人口逐年下降，多数劳动力外出务工，人口成收缩态势。

## 文物古迹
横沙乡境内共有6处不可移动文物被列入上海市第三次全国文物普查不可移动文物名录。
| 登记编号           | 名称           | 时期           | 照片 |
| ------------------ | -------------- | -------------- | ---- |
| 310230805200000069 | 新民套闸       | 中华人民共和国 |      |
| 310230805200000073 | 文兴港水闸     | 中华人民共和国 |      |
| 310230805200000083 | 新民水闸       | 中华人民共和国 |      |
| 310230805200000099 | 红星水闸       | 中华人民共和国 |      |
| 310230805200000111 | 兴隆村军事碉堡 | 中华人民共和国 |      |
| 310230805200000120 | 民生村军事碉堡 | 中华人民共和国 |      |